# Internado Nacional Football Club
El Internado Nacional Football Club fue un club de fútbol escolar de Chile de la ciudad de Santiago. Fue fundado el 20 de mayo de 1902 por alumnos del Internado Nacional —actual «Internado Nacional Barros Arana» (INBA)— y jugaba en la Asociación Escolar de Deportes hasta su interrupción en fecha desconocida.
El color que identificaba al club era el blanco. En tanto, su escudo usado en la camiseta, según registros de la década de 1940, representa a la inicial de «Internado»: una letra «i».
El club contó con 2 títulos de la Copa Municipal de la Asociación Arturo Prat.
Cabe señalar que, con fecha 25 de marzo de 1911, fue formado el «Centro de Alumnos y ex-Alumnos del Internado Nacional Barros Arana», con dos secciones: una literaria, científica y musical, y otra deportiva. Esta última era el Club Atlético Internado Barros Arana, cuyo equipo adulto de fútbol, el Internado Football Club, constituye el antecedente directo del actual Club Universidad de Chile; mientras que, paralelamente, el equipo escolar original continuó participando en competencias de series menores.

## Historia

### Antecedentes, fundación y primeros años
Los primeros antecedentes del club se hallan en 1896, cuando en el Instituto Nacional de Chile, bajo la rectoría de Juan Nepomuceno Espejo Varas, fue fundado el primer club deportivo de tipo estudiantil formado, dirigido e integrado por chilenos: el «Club Atlético Instituto Nacional». Fue designado como su presidente el alumno Jorge Westman; secretario, César Garfias; y tesorero, César Miranda; El equipo de fútbol del club era el «Instituto Nacional Football Team», conformado por: Jorge Tisca; Pablo Imbert, Luis Orchard; César Miranda, Carlos Blanlot, Luis Mariotti; Roberto Robotham, Julio Barrenechea, Luis Goetz, Roberto Hembach y Antonio Rojo; y como reservas figuraban Wenceslao Berroeta, Joaquín Lepeley, entre otros, todos bajo la dirección técnica del profesor de educación física, Erasmo Arellano Durán.
Posteriormente, la sección de alumnos internos del Instituto Nacional cambió de domicilio, para funcionar de manera independiente, y se convirtió en el Internado Nacional —rebautizado en 1907 como «Internado Nacional Barros Arana» (INBA)—, siendo el 20 de mayo de 1902 su fecha de fundación oficial, así como la de su club de fútbol escolar: el Internado Nacional Football Club.
Luego de haber elegido a su directorio, Internado Nacional disputó sus primeros partidos, existiendo registro de uno ante el team Wanderers de Atlético Unión, en el Parque Cousiño, de fecha 22 de junio de 1902, a las 14:30 horas, cuyo resultado se ignora. El conjunto estudiantil formó con: Prieto; M. Olavarría, E. Moebis; J. López, P. Hermann, F. Llano; L. Trucco, R. de la Fuente, Carlos Silva (capitán), R. Ramírez y A. Urbina; con C. Gárcena y P. Valenzuela como reservas.
En el desarrollo del club destacó el respaldo de autoridades y rectores del Internado Nacional como Eduardo Lamas y Alfredo Campaña, de profesores como Leotardo Matus Zapata y Jorge Brañes Debierre, y de alumnos como Carlos Fanta.
Tras jugar solo competiciones interescolares, desde 1905 el club comenzó a participar oficialmente en la Copa Municipal de la Asociación Arturo Prat (AAP), en la que se consagró campeón en 1907 y luego, en 1910, con el siguiente equipo: C. Aguirre; D. Pérez, M. Velasco; E. Vargas, A. Fanta, J. Béjares; J. Ávalos, R. Castro, L. Carcovich, L. Harpe y F. Espinoza.

### El Club Atlético Internado Barros Arana

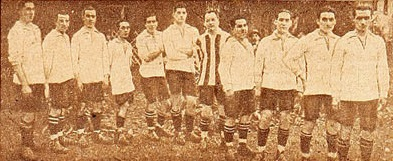
Internado Football Club en 1923.

Al año siguiente, jugadores y directivos del club propusieron ir más allá de las competiciones estudiantiles y decidieron incorporar un equipo a la Asociación de Football de Santiago (AFS), entidad en la que se desempeñaban los principales clubes de la capital. Finalmente, el 25 de marzo de 1911, el Internado Football Club, manteniendo el equipo escolar, fundó un club de carácter adulto, formado por universitarios y exalumnos de ese establecimiento, que se inscribió el 30 de marzo de 1912 en la AFS con dos teams, bajo el nombre de Club Atlético Internado Barros Arana. El primer conjunto de este equipo estuvo compuesto por: Carlos Fanta; E. Castañón, D. Pérez; C. Hunt, A. Fanta, V. Castillo; A. Correa, A. Pirazzoli, V. Gálvez, H. Balbontín y L. Silva; con J. y L. Lizana y P. León Ugalde como reservas.
A fines de abril de 1919, se acordó la reorganización del Internado Football Club, dejándose establecido que la institución no tendría en lo sucesivo relación alguna con el establecimiento cuyo nombre lleva. Asimismo, el club se desligó de los equipos escolares e infantiles del Internado Nacional Barros Arana para presentarse con un solo cuadro en la competencia de la Copa Chile de la Asociación de Football de Santiago (AFS). Desde ese entonces hasta 1926, esta sección adulta del Internado compitió ininterrumpidamente en la AFS, en la cual, logró ser campeón de la Copa Chile en las ediciones de 1921 y de 1923. En ese último año, el equipo titular estuvo compuesto por: Urrutia; Osorio, Bello; Araya, Worm, Fagnilli; Baeza, Hugo Vicuña (capitán), Ahumada, Rivera y Galán.
En 1927, el abogado y presidente del club, Arturo Flores Conejeros, inició las gestiones para incorporar al club a la Liga Central de Football de Santiago (LCF), fundada gracias a la reunificación de diversas entidades rectoras del fútbol capitalino, entre ellas la Asociación de Football de Santiago (AFS). No obstante, la Liga Central de Football exigió a Internado la fusión con los clubes Atlético Universitario y Náutico Universitario para lograr la incorporación. El Internado Football Club aceptó y, el 24 de mayo de ese mismo año, desapareció al fusionarse con los clubes mencionados, más el respaldo de la Federación Universitaria de Deportes, para fundar al Club Universitario de Deportes de Chile. No obstante, algunos autores señalan que Internado nunca se extinguió y que Universitario es solo el continuador legal de éste. Sustentando dicha afirmación, se basan en varias notas de los medios de comunicación de la época que apuntan al cambio de denominación de la institución, de Internado Football Club a Club Universitario de Deportes, así como a la conmemoración de su aniversario número 25 durante 1927.

### Registros posteriores del deporte del Internado Nacional Barros Arana
Hacia 1917, Internado aparecía inscrito en los registros de la Asociación Escolar de Deportes, registrándose la programación de un partido contra San Pedro Nolasco, en julio de ese año.
Hacia 1928, bajo la rectoría de Amador Alcayaga, el Internado Nacional Barros Arana ya tomaba participación activa en campeonatos de atletismo, fútbol, tiro al blanco, tenis y natación, encontrándose siempre inscrito en la Asociación Escolar de Deportes. Algunos de sus mejores deportistas en ese año fueron: Armando Soruco, Kurt Pollack, Walter Heim, Hermógenes Murúa, Roberto Provis, Óscar Chacón, Eduardo Díaz, Jaime Cuadrado, Humberto Gallardo y Arturo Langdon.

## Presidentes
Con fecha jueves 29 de mayo de 1902, una semana después de la apertura del Internado Nacional, se publicó en El Mercurio el primer directorio del Club de Football Internado Nacional, elegido para ese año:
- Presidente: Miguel de la Fuente A.
- Vicepresidente: Miguel Olavarría.
- Secretario: Leopoldo Urbina.
- Pro-secretario: Guillermo Prieto.
- Tesorero: Ramiro Ramírez.
- Capitán del primer equipo: Carlos Silva.
- Capitán del segundo equipo: Ramón de la Vega.
- Capitán del tercer equipo: Ramón Valdés.

El directorio del Internado Nacional Football Club correspondiente a la temporada 1908-1909 fue elegido en sesión celebrada el 2 de abril de 1908, y estuvo compuesto por:
- Presidente honorario: Eduardo Lamas.
- Vicepresidente honorario: Alfredo Campaña.
- Presidente: Leotardo Matus.
- Vicepresidente: Fernando Cerda.
- Secretario: Manuel García.
- Tesorero: Julio Castillo.
- Capitán: Carlos Fanta.
- Directores: C. Monreal, O. García, Jorge Brañes, D. Briceño y F. Arriagada.

El directorio de Internado F. C., correspondiente a la temporada 1909, estuvo compuesto por:
- Presidente honorario: Eduardo Lamas.
- Vicepresidente honorario: Alfredo Campaña.
- Presidente: Leotardo Matus.
- Vicepresidente: Carlos Fanta.
- Secretario: Julio Castillo.
- Tesorero: Víctor Gabler.
- Capitán: Víctor García.
- Directores: Jorge Brañes y David Briceño.

El directorio de Internado, correspondiente a la temporada 1910, estuvo compuesto por:
- Presidente: Leotardo Matus.
- Vicepresidente: Carlos Monreal.
- Secretario: Alfonso Yáñez.
- Pro-secretario: Carlos Vial C.
- Tesorero: Germán Gabler.

### Presidentes de la sección universitaria del Internado Football Club
El directorio del Internado Nacional Football Club correspondiente a la temporada 1911-1912 fue elegido en sesión celebrada el 25 de marzo de 1911, y estuvo compuesto por:
- Presidente honorario: Eduardo Lamas.
- Vicepresidente honorario: Alfredo Campaña.
- Presidente: Carlos Fanta.
- Vicepresidente: Carlos Hunt.
- Secretarios: Jorge Ibarra y Manuel Yáñez.
- Tesoreros: Adrián Correa y Juan Tapia.
- Directores: Óscar García, Leotardo Matus y Carlos Monreal.

Desde 1920, y en forma consecutiva, hasta la creación del Club Universitario de Deportes de Chile, Arturo Flores Conejeros fue presidente de la institución.
Al 18 de abril de 1924, el directorio del Internado Football Club estuvo compuesto por:
- Presidente: Arturo Flores Conejeros.
- Vicepresidente: Agustín Rivera.
- Secretario: Guillermo Ahumada.
- Tesorero: Alberto Herrera.
- Pro-tesorero: Rosendo González.
- Pro-secretario: Emilio Rodríguez.
- Directores: Telmo Osorio, Carlos Urrutia y Elías Ramírez.
- Primer capitán: Hugo Vicuña.
- Segundo capitán: Antonio Pérez.

## Palmarés

### Palmarés del Internado Football Club

#### Títulos locales
- Copa Municipal de la Asociación Arturo Prat (2): 1907, 1910.
- Trofeo de Honor de la Asociación Escolar de Deportes (1): 1917.[32]

### Palmarés de la sección universitaria del Internado Football Club

#### Títulos locales
- Copa Unión de la Primera División de la Asociación de Football de Santiago (1): 1923.
- Serie B de la Copa Unión de la Asociación de Football de Santiago (2): 1916,[33][34] 1917.
- Copa Chile de la Primera División de la Asociación de Football de Santiago (3):  1918,[nota 2] 1921,[nota 3] 1923.
- Sección Uruguay de la Copa Chile de la Primera División de la Asociación de Football de Santiago (1): 1923.[36]
- Copa Independencia de la Segunda División de la Asociación de Football de Santiago (2): Serie B 1916,[33][34] Serie B 1917.[32]
- Copa El Diario Ilustrado del Campeonato Atlético de la Asociación de Football de Santiago (1): 1916.[34]
- Subcampeón de la Copa Chile de la Primera División de la Asociación de Football de Santiago (2): 1920,[nota 4] 1925.
- Subcampeón de la Copa Arauco de la Segunda División de la Asociación de Football de Santiago (1): 1918.[nota 5]

### Palmarés del fútbol base de la sección universitaria del Internado Football Club

#### Títulos locales
- Segunda Serie de la Asociación Infantil de Football de Santiago (1): 1917.[32]
- Copa España de la Liga Infantil de Football de Santiago (1): 1921.[37]